# Vellozia bradei
Vellozia bradei är en enhjärtbladig växtart som beskrevs av Schulze-menz. Vellozia bradei ingår i släktet Vellozia och familjen Velloziaceae. Inga underarter finns listade.